# Maravichromis
Genre
Maravichromis est un genre de poissons téléostéens (Teleostei).

## Liste d'espèces
Selon ITIS (1 Fev. 2016) :
- Maravichromis anaphyrmus (Burgess & Axelrod, 1973)
- Maravichromis balteatus (Trewavas, 1935)
- Maravichromis epichorialis (Trewavas, 1935)
- Maravichromis ericotaenia (Regan, 1922)
- Maravichromis formosus (Trewavas, 1935)
- Maravichromis guentheri (Regan, 1922)
- Maravichromis incola (Trewavas, 1935)
- Maravichromis labidodon (Trewavas, 1935)
- Maravichromis lateristriga (Günther, 1864)
- Maravichromis melanotaenia (Regan, 1922)
- Maravichromis mola (Trewavas, 1935)
- Maravichromis mollis (Trewavas, 1935)
- Maravichromis obtusus (Trewavas, 1935)
- Maravichromis plagiotaenia (Regan, 1922)
- Maravichromis sphaerodon (Regan, 1922)

FishBase (1 Fev. 2016) ne connaît pas ce genre et place ses espèces dans le genre Mylochromis.